# 深圳公交B603路
深圳公交B603路，由侨城馨苑往來欢乐海岸，由深圳巴士集团股份有限公司营运。2016年4月，B603和B610公交线路合并为M486公交线路。

## 线路简介
- 深圳公交B603路由深圳巴士集团股份有限公司营运。
- 该线路走向由侨城馨苑往来欢乐海岸，全长14.8公里，全线拥有14台车，车型为申龙客车SLK6753UF5G空调巴士，全程行驶时间为33-45分钟。同时，有侨城馨苑往来欢乐谷的短线车。
- 服务时间：7:00-22:00。
- 班次间隔：8-10分钟一班

## 途经站点
- 往欢乐海岸方向：侨城馨苑 - 纯水岸西 - 央校南山分校 - 波托菲诺 - 天鹅堡东 - 华侨城医院南 - 创意文化园 - 光华街 - 华侨城小学 - 生态广场 - 欢乐谷 - 世界之窗(1)- 何香凝美术馆 - 锦绣中华(1) - 锦绣中华(2) - 康佳集团 - 康佳集团东 - 金海燕花园 - 碧海云天 - 滨海医院 - 白石路东 - 瑞河耶纳 - 白石路中 - 欢乐海岸 (24站)

- 往侨城馨苑方向：欢乐海岸 - 白石路中 - 瑞河耶纳 - 白石路东 - 滨海医院 - 碧海云天 - 金海燕花园 - 康佳集团东 - 康佳集团 - 锦绣中华 - 何香凝美术馆 - 欢乐谷 - 生态广场 - 华侨城小学 - 光华街 - 创意文化园 - 华侨城医院南 - 天鹅堡东 - 波托菲诺 - 央校南山分校 - 纯水岸西 - 侨城馨苑 (22站)